# John Sargent Pillsbury

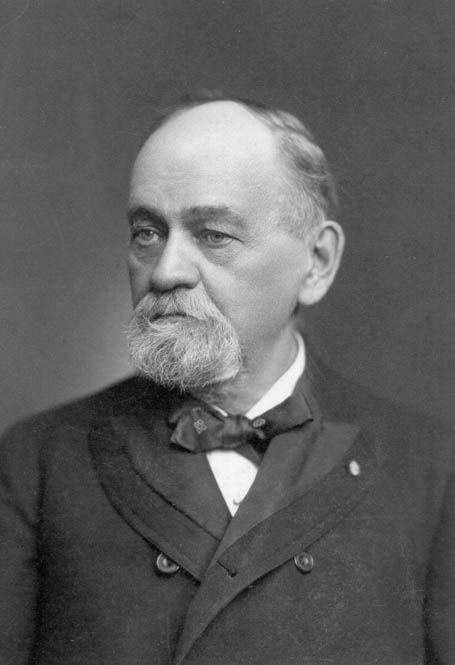
John S. Pillsbury

John Sargent Pillsbury (* 29. Juli 1828 in Sutton, New Hampshire; † 18. Oktober 1901 in Minneapolis, Minnesota) war ein US-amerikanischer Politiker, Unternehmer und Philanthrop. Er war Mitglied der Republikanischen Partei und von 1876 bis 1882 der achte Gouverneur des Bundesstaates Minnesota.
Pillsbury wuchs im Osten der Vereinigten Staaten in New Hampshire auf. Nach seiner Schulausbildung eröffnete er zusammen mit Walter Harriman, einem späteren Kriegsgeneral im Sezessionskrieg und Gouverneur von New Hampshire ein Geschäft in Warner. 1855 zog er westwärts und ließ sich in St. Anthony (heute ein Teil von Minneapolis) nieder. Als Geschäftsmann war er an verschiedenen Unternehmungen beteiligt. Den größten Erfolg hatte er mit der C.A. Pillsbury and Company, einem Lebensmittelhersteller, den sein Neffe Charles Alfred Pillsbury in Zusammenarbeit mit ihm gegründet hatte.
Nachdem führende Mitglieder der Republikanischen Partei von Pillsburys Erfolgen als Geschäftsmann begeistert waren, konnten sie ihn zum Einstieg in die Politik bewegen. Dort war er zunächst in der Stadtverwaltung von St. Anthony und später als Senator von Minnesota tätig, bevor er am 7. Januar 1876 der achte Gouverneur des US-Bundesstaates wurde. Als Verdienste gelten die Auflösung der Eisenbahnanleihen und die Einführung einer bundesstaatlichen Behörde zur Bekämpfung von Korruption. Während einer Heuschreckenplage im Jahre 1877 rief Pillsbury zusammen mit der Kirche einen Gebetstag aus. Einen Tag später wurden sämtliche Heuschrecken nach einem Wetterumschwung von einem Schneesturm getötet. Zum Gedenken an dieses Wunder wurde eine Kapelle errichtet. Nach dem Ende seiner dritten Amtszeit 1882 beendete er seine politische Karriere und widmete sich sozialen und geschäftlichen Projekten.
Pillsbury war als Philanthrop bekannt, der oftmals anonym verschiedene Vorhaben unterstützte. So half er der sich in finanziellen Problemen befindlichen University of Minnesota bei der Tilgung ihrer Schulden und war von 1863 bis zu seinem Tode 1901 Mitglied des Universitätsverwaltungsrats, weshalb er den Namen „Vater der Universität“ verliehen bekam. 
Pillsbury war verheiratet und hatte zwei Kinder. 